# Berhida megállóhely
Berhida megállóhely egy Veszprém vármegyei megállóhely, melyet a GYSEV üzemeltetett Berhida településen.
A kisváros lakott területének déli szélén helyezkedik el, közúti megközelítését a 7207-es útbl kiágazó 72 313-as számú mellékút (települési nevén Diófa utca / Vasút utca) biztosította.
A megállót érintő egyetlen vasútvonalon a forgalom 2007 óta szünetel.

## Áthaladó vasútvonalak
A megállóhelyet az alábbi vasútvonalak érintik:
- Lepsény–Hajmáskér-vasútvonal

## Kapcsolódó állomások
A megállóhelyhez a következő állomások vannak a legközelebb:
- Papkeszi vasútállomás (Lepsény–Hajmáskér-vasútvonal)
- Küngös megállóhely (Lepsény–Hajmáskér-vasútvonal)

## Forgalom
A megállóhelyen és a rajta áthaladó vasútvonal egy szakaszán a vasúti forgalom 2007. március 4-e óta szünetel.
Bővebben: 2007-es magyarországi vasútbezárások